# Runaway (chanson de Janet Jackson)
Pour les articles homonymes, voir Runaway.
Singles de Janet Jackson
Scream
(1995) Twenty Foreplay
(1995)
Runaway est une chanson de Janet Jackson issue de sa première compilation, Design of a Decade: 1986-1996 (1995). Écrit et produit par Janet Jackson, Jimmy Jam et Terry Lewis, il s'agit du premier des deux singles issus de l'album, en août 1995.

## Informations
Runaway possède une rythmique pop/hip-hop avec des influences africaines et asiatiques, similaire à celle d'Escapade et de Whoops Now. L'Afrique, Nairobi, la Toscane, l'Australie, le Mexique, et Paris sont mentionnés dans la chanson.

## Accueil
Avec Runaway, Janet Jackson devient la première chanteuse dans l'histoire du Billboard à entrer directement dans le top 10 du Billboard Hot 100. Le titre atteindra la troisième place dans ce classement, ainsi que le top 10 au Royaume-Uni et en Australie et le top 30 en Europe continentale.

## Clip vidéo
- Réalisé par : Marcus Nispel

Au début, Janet Jackson est dans un appartement à New York. Elle marche dans le salon et pose son chien au sol. Elle saute ensuite par la fenêtre pour atterrir sur un poteau électrique. Elle voyage dans des pays comme l'Inde, la Chine, l'Afrique, le Brésil, la Toscane, Paris, l'Australie entre autres. Après son voyage, elle revient dans son appartement sous le regard intrigué de son chien. Ce clip ainsi que son making-of apparaissent sur la vidéo Design of a Decade 1986/1996.

## Supports

### Runaway
U.S. double 12" promo single (AMPRO 00092)
1. G.Man's Hip Hop Mix featuring Coolio - 4:13
2. G.Man's Hip Hop Extended - 4:21
3. Silk's Old Skool Radio - 4:11
4. G.Man's Club Mix - 3:51
5. Kelly's Bump & Run Mix - 8:08
6. Kelly's Bump & Run Radio - 4:31
7. Silk's Old Skool 12" - 4:56
8. Torin's Chicago Underground - 4:34
9. Maestro's 95th & Ashland House Dub - 6:06
10. Steve "Silk" Hurley House Mix - 6:58
11. Jam & Lewis Street Mix Edit - 3:22
12. Jam & Lewis Ghetto Mix - 4:54
13. J.A.M. Session Mix - 3:39
14. Indasoul Mix - 3:38

U.S. promo CD single (AMSAD 00065)
1. G.Man's Hip Hop Mix Featuring Coolio - 4:14
2. G.Man's Hip Hop Mix - 3:41
3. Silk's Old School Radio Mix - A/C Remix - 4:11
4. Jam & Lewis Street Mix Edit - 3:22
5. J.A.M. Session Mix - 3:39
6. Jam & Lewis Ghetto Mix - 4:54
7. G.Man's Hip Hop Extended - 4:21
8. Indasoul Mix - 3:38
9. Kelly's Bump & Run Edit - 4:31
10. Junior's Unplugged Mix - 3:38
11. Steve "Silk" Hurley House Mix - 6:58
12. Junior's Factory Mix - 9:06

U.S. promo CD single (AMCDP00073)
1. LP Version - 3:34

UK double 12" single (581 259-1)
1. Junior's Factory Mix - 9:06
2. Steve "Silk" Hurley House Mix - 6:58
3. Kelly's Bump & Run Mix - 8:08
4. Torin's Chicago Mix - 8:45
5. Junior's Unplugged Session - 3:30
6. The J.A.M. Session Mix - 3:41

UK CD maxi single (581 197-2) / Australian CD single (581197-2)
1. LP Version - 3:34
2. "When I Think of You" (David Morales House Mix '95 7" UK Edit) - 3:30
3. "When I Think of You" (David Morales Classic Club Mix) - 6:55
4. "When I Think of You" (David Morales Jazzy Mix UK Edit) - 10:18

U.S. 12" single (31458 1225 1) / U.S. CD maxi single (31458 1211 2)
1. LP Version - 3:34
2. Junior's Factory Mix - 9:06
3. "When I Think of You" (Extended Morales House Mix 95) - 7:41
4. "When I Think Of You" (Heller & Farley Project Mix) - 10:46
5. Junior's Unplugged Session - 3:30

### Runaway/When I Think Of You
UK double 12" promo single (12 AMPMDJ 025)
1. Junior's Factory Mix - 9:06
2. "When I Think of You" (Heller & Farley Project Mix) - 10:41
3. Junior's Factory Dub - 6:57
4. "When I Think of You" (Junior Trackhead Joint) - 7:08
5. Junior's Tribal Dub - 4:39

U.S. double 12" promo single (AMPRO 00083)
1. LP Version - 3:34
2. Junior's Factory Mix - 9:06
3. Junior's Tribal Dub - 4:40
4. Junior's Factory Dub - 6:57
5. Junior's Chant Mix - 9:20
6. "When I Think Of You" (Classic Club Mix) - 6:56
7. "When I Think of You" (Extended Morales House Mix 95) - 7:41
8. "When I Think of You" (Crazy Love Mix) - 8:44
9. "When I Think of You" (Incredible Boss Dub) - 7:10
10. "When I Think of You" (Jazzy Mix) - 10:19
11. "When I Think of You" (Heller & Farley Project Mix) - 10:41
12. Junior's Unplugged Mix - 3:30

UK double 12" single (581 243-1)
1. Junior's Factory Mix - 9:06
2. Junior's Tribal Mix - 4:39
3. "When I Think of You" (Deep Dish Chocolate City Mix) - 9:35
4. "When I Think of You" (Deep Dish Quiet Storm Dub) - 7:50
5. "When I Think of You" (Dished Out Dub) - 11:30

UK 12" single (581 209-1)
1. LP Version - 3:34
2. "When I Think of You" (Heller & Farley Project Mix UK Edit) - 6:44
3. "When I Think of You" (David Morales House Mix '95 UK 12" Edit) - 6:17
4. "When I Think of You" (David Morales Crazy Love Mix UK Edit) - 7:09

U.S. CD single (AM581194)/ Canadian CD single (31458 1194 2) / French CD single (581196.2)/ Japanese 3" CD single (PODM-1057)
1. LP Version - 3:34
2. "When I Think of You" (Extended Morales House Mix 95) - 7:41

Italian double 12" single (IMP 522)
1. Junior's Factory Mix - 9:06
2. Junior's Tribal Dub - 4:39
3. Steve "Silk" Hurley House Mix - 6:58
4. Torin's Radio Edit - 4:40
5. Junior's Factory Dub - 6:57
6. Junior's Factory Mix w/ Vocal Sample - 6:55
7. "When I Think of You" (Deep Dish Chocolate City Mix) - 9:35
8. "When I Think of You" (Deep Dish Quiet Storm Dub) - 7:50

## Remixes officiels
- Album Version – 3:35
- Junior's Unplugged Mix – 3:39
- Junior's Factory Mix – 9:08
- Junior's Factory Dub – 6:57
- Junior's Chant Mix – 9:20
- Junior's Tribal Mix / Junior's Tribal Dub – 4:39
- Junior's Radio Mix – 3:42
- Jam & Lewis Ghetto Mix – 4:54
- Jam & Lewis Street Mix Edit – 3:23
- G. Man's Hip Hop Mix – 3:41
- G. Man's Hip Hop Mix w/ Rap featuring Coolio – 4:14
- G. Man's Hip Hop Extended Mix – 4:21
- G. Man's Club Mix – 3:51
- Silk's House Mix / Silk's Housy Mix – 6:54
- Silk's Old Skool Radio/A/C Remix – 4:11
- Silk's Old Skool 12" – 4:56
- Kelly's "Bump & Run" Edit – 4:31
- Kelly's "Bump & Run" Mix – 8:08
- Indasoul Mix – 3:38
- J.A.M. Sessions Mix – 3:39
- Torin's Chicago Mix – 8:45
- Torin's Chicago Underground – 4:34
- Maestro 95th & Ashland House Dub – 6:06

## Charts
| Chart (1995)                         | Meilleure position |
| ------------------------------------ | ------------------ |
| Australian Singles Chart             | 8                  |
| Belgian Singles Chart (Flanders)     | 41                 |
| Belgian Singles Chart (Wallonia)     | 27                 |
| Canadian Singles Chart               | 1                  |
| Danish Singles Chart                 | 17                 |
| Dutch Top 40                         | 32                 |
| European Hot 100 Singles             | 35                 |
| Finnish Singles Chart                | 8                  |
| French Singles Chart                 | 25                 |
| German Singles Chart                 | 39                 |
| Irish Singles Chart                  | 10                 |
| New Zealand Singles Chart            | 3                  |
| Swedish Singles Chart                | 25                 |
| Swiss Singles Chart                  | 24                 |
| UK Singles Chart                     | 6                  |
| U.S. Billboard Hot 100               | 3                  |
| U.S. Billboard Hot R&B/Hip-Hop Songs | 6                  |
| U.S. Billboard Hot Dance Club Play   | 8                  |
| U.S. Billboard Adult Contemporary    | 7                  |